# Tonio Riedl
Tonio Riedl (* 17. Februar 1906 in Wien, Österreich-Ungarn; † 29. Dezember 1995 ebenda) war ein österreichischer Schauspieler bei Bühne, Film und Fernsehen.

## Leben und Wirken
Riedl nahm mit 20 Jahren Schauspielunterricht bei Paul Senden in Köln und anschließend bei Raoul Aslan in Wien. Seinen Einstand gab der Wiener 1927 in Bad Godesberg in dem Stück Der Tänzer unserer lieben Frau von Franz Johannes Weinrich. Noch im selben Jahr nahm Riedl ein Engagement an, das ihn an das Stadttheater von Konstanz führte. Hier und in seinen folgenden Bühnenstationen wurde er zunächst in dem Rollenfach Jugendlicher Held und Jugendlicher Liebhaber eingesetzt. Es folgten Verpflichtungen an die Kammerspiele München (1927–1929), an das Deutsche Volkstheater Wien (1929–1934), das Thalia-Theater in Hamburg (1936), erneut an das Wiener Volkstheater (1937) und anschließend an das Stadttheater in Reichenberg (1938).
1939 wurde Tonio Riedl für zwei Filmrollen erstmals vor die Kamera geholt und wirkte überdies in Rundfunksendungen mit, ehe er sich 1940 fest an Die Insel in Wien (1940–1941) verpflichten ließ. Nach seiner Tätigkeit während der Kriegsjahre (1941–1944) am deutschen Stadttheater des deutsch besetzten Metz (Lothringen) kehrte Tonio Riedl nach Wien heim und war fortan festes Ensemblemitglied des Burgtheaters. Zu seinen bekanntesten Wiener Auftritten zählen der Leon in Grillparzers Weh dem, der lügt, der Don Karlos im gleichnamigen Schiller-Stück, der Romeo in Romeo und Julia, der Prinz von Homburg, der Marchbanks in Shaws Candida, der Phaon in Grillparzers Sappho, der Fritz Lobheimer in Schnitzlers Liebelei, der Lysander in Shakespeares Ein Sommernachtstraum sowie der Jaakob in Beer-Hofmanns Jaakobs Traum. In späteren Jahren sah man Riedl hin und wieder auch in der einen oder anderen Fernsehproduktion.

## Privates
Der rund 20 Jahre ältere Schauspielstar Aslan, Riedls größter Förderer und Mentor, wurde zugleich ab 1932 Tonio Riedls Lebensgefährte. Später hat Aslan Riedl sogar adoptiert; der Schauspieler ist in Aslans Grabstelle als Tonio Riedl-Aslan beigesetzt worden. Der rege Briefwechsel der beiden Wiener Schauspieler wurde 1978 unter dem Titel Raoul Aslan. Begegnung im Licht. Briefwechsel mit Tonio Riedl von Margarete Gruber veröffentlicht.

## Filmografie
- 1939: Drei Väter um Anna
- 1939: Ihr erstes Erlebnis
- 1956: Einen Jux will er sich machen
- 1961: Der Färber und sein Zwillingsbruder
- 1963: Der Verschwender
- 1965: Der eingebildete Kranke
- 1967: Der Zerrissene
- 1969: Die Enthüllung
- 1970: Die vertagte Nacht